# Margana
Margana o Margales (presenta força variants: Μάργανα, Μαργανεῖς, Μαργάλαι i Μάργαια) era una ciutat de la Pisàtida, a l'Èlida, al districte d'Amfidòlia. Estrabó diu que probablement es correspon amb la ciutat d'Epi, que Homer esmenta al Catàleg de les naus. Sota hegemonia d'Elis, hi va haver de renunciar després del tractat amb Esparta del 400 aC, segons Xenofont, que la considera una de les ciutats de Trifília. Devia tornar a Elis perquè el 366 aC va ser una de les ciutats ocupades per la Lliga Arcàdia en la seva guerra contra Elis. No es coneix on estava situada, però se l'ha identificat amb la ciutat de Tipanea.